# NS 1000 (elektrische locomotief)
De NS 1000 is een type elektrische locomotief dat tussen 1948 en 1982 werd ingezet door de Nederlandse Spoorwegen (NS). Het waren de eerste eigen elektrische locomotieven van de NS.
In de jaren dertig werd al een groot deel van het spoorwegnet in het westen en midden van het land geëlektrificeerd. Naast het tot dan toe aangeschafte buffermaterieel en stroomlijnmaterieel ontstond er ook behoefte aan elektrische locomotieven. Voor de kolentreinen, goederentreinen en lange-afstandsreizigerstreinen had men omstreeks 1940 al plannen om elektrische locomotieven aan te schaffen.

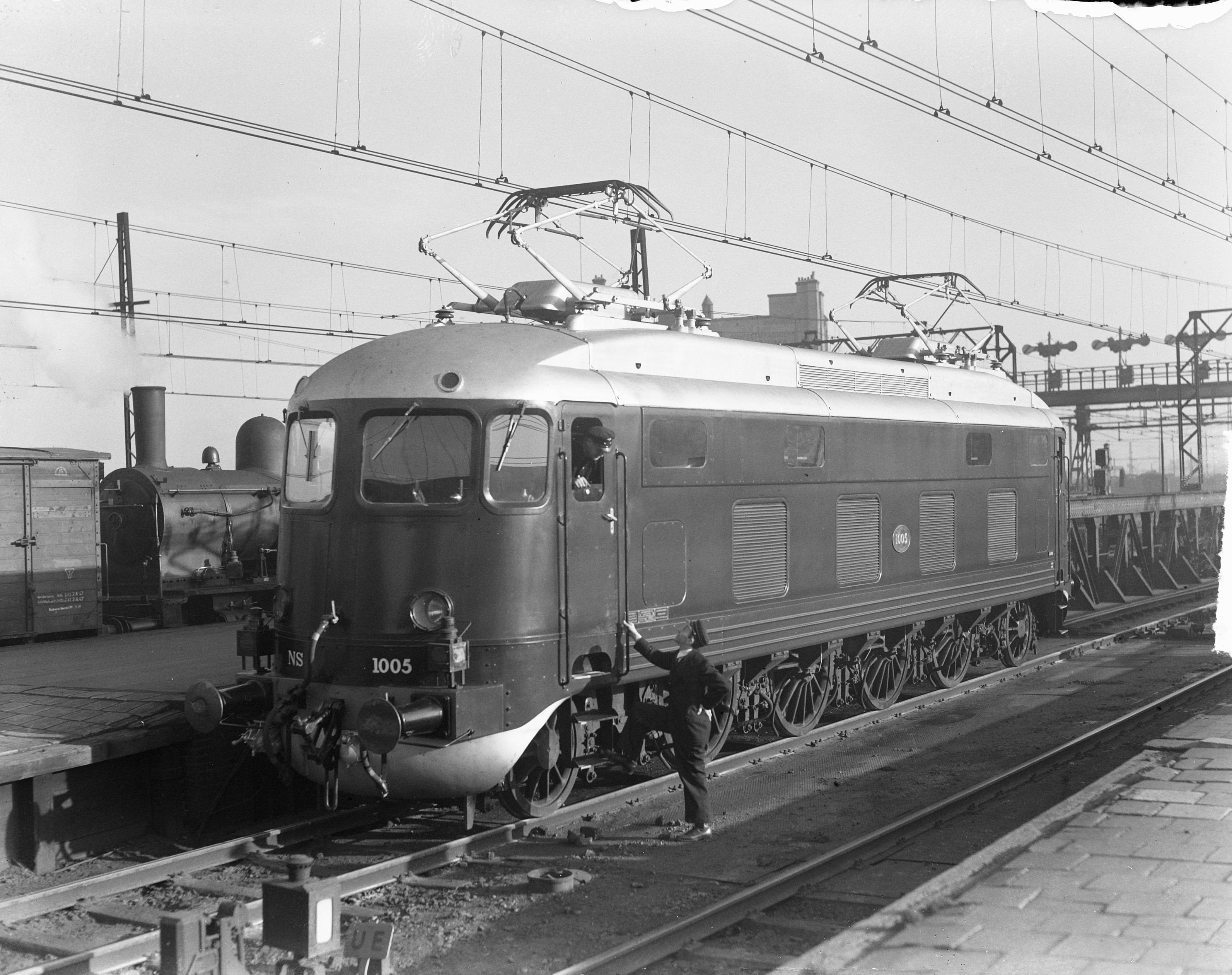
De fonkelnieuwe loc 1005, nog in donkergroene kleur, met zilverkleurig dak, bij het Amsterdamse Centraal Station; 26 november 1948

In 1942 werden tien locomotieven besteld bij de Zwitserse locomotievenfabriek te Oerlikon. Door de oorlogsomstandigheden kon deze bestelling niet geleverd worden en dit gaf de NS de kans het ontwerp te wijzigen. De locomotief was nog steeds afgeleid van het Zwitserse type Ae 4/6, maar aangepast aan de Nederlandse omstandigheden. Hij had vier aangedreven assen en twee loopassen.
In 1947/48 werden de eerste drie voor de NS gebouwde elektrische locomotieven bij SLM te Winterthur in Zwitserland gebouwd en als 1001-1003 afgeleverd. De 1004-1010 werden in 1948/49 in licentie door Werkspoor te Utrecht gebouwd.
Vanaf de zomer van 1948 werden zij in dienst gesteld tussen Amsterdam en Eindhoven. Ze hadden een maximumsnelheid van 160 km/h, en de lijn Amsterdam – Utrecht werd daar zelfs volledig voor vernieuwd met nieuwe rails. Al snel bleek dat de locomotieven niet geschikt waren voor 160 km/h. Warmlopende lagers en haarscheurtjes in de spaken van de aandrijfwielen waren het gevolg van de hoge snelheid. Om deze reden werd de maximumsnelheid verlaagd naar 100 km/h. Daardoor reden zij vanaf 1954 alleen in de goederendienst. In de jaren zeventig reden ze toch nog reizigersdiensten: de wintersporttreinen naar Oostenrijk en Zwitserland werden op het Nederlandse stuk Den Haag – Utrecht – Eindhoven – Venlo v.v. deels door 1000-en gereden. De locomotieven waren aanvankelijk olijfgroen geschilderd; later werd dit Pruisisch blauw met een zandgele sierstreep. De 1006 raakte onherstelbaar beschadigd bij een spoorwegongeval te Tilburg in 1961, waarbij ook locomotief 1156 verloren ging.
Vanaf 1975 werden de locomotieven nog uitsluitend in het zuiden des lands ingezet. Dit omdat ze nogal storingsgevoelig waren en NS ze daarom zo dicht mogelijk bij de hoofdwerkplaats in Tilburg wilde houden. Ook kon zo het machinistenkorps dat dienst deed op de 1000 kleiner zijn. Na de aflevering van de nieuwe elektrische locomotieven van de serie 1600 werden de laatste locomotieven van de serie 1000 in 1982, na een diensttijd van 34 jaar, buiten dienst gesteld.
Dankzij de inspanningen van STIBANS bleef locomotief 1010 bewaard in het Spoorwegmuseum te Utrecht, aanvankelijk in bruikleen van STIBANS, sinds 2009 in eigendom van het museum.

## Lijst
| Nummer | In dienst | Uit dienst | Diversen                | Afbeelding |
| ------ | --------- | ---------- | ----------------------- | ---------- |
| 1001   | 1948      | 1982       | Gesloopt                |            |
| 1002   | 1948      | 1975       | Gesloopt                |            |
| 1003   | 1948      | 1982       | Gesloopt                |            |
| 1004   | 1948      | 1982       | Gesloopt                |            |
| 1005   | 1948      | 1982       | Gesloopt                |            |
| 1006   | 1949      | 1961       | Verongelukt en gesloopt |            |
| 1007   | 1949      | 1982       | Gesloopt                |            |
| 1008   | 1949      | 1982       | Gesloopt                |            |
| 1009   | 1949      | 1982       | Gesloopt                |            |
| 1010   | 1949      | 1982       | Museumloc               |            |